# 熱重量分析

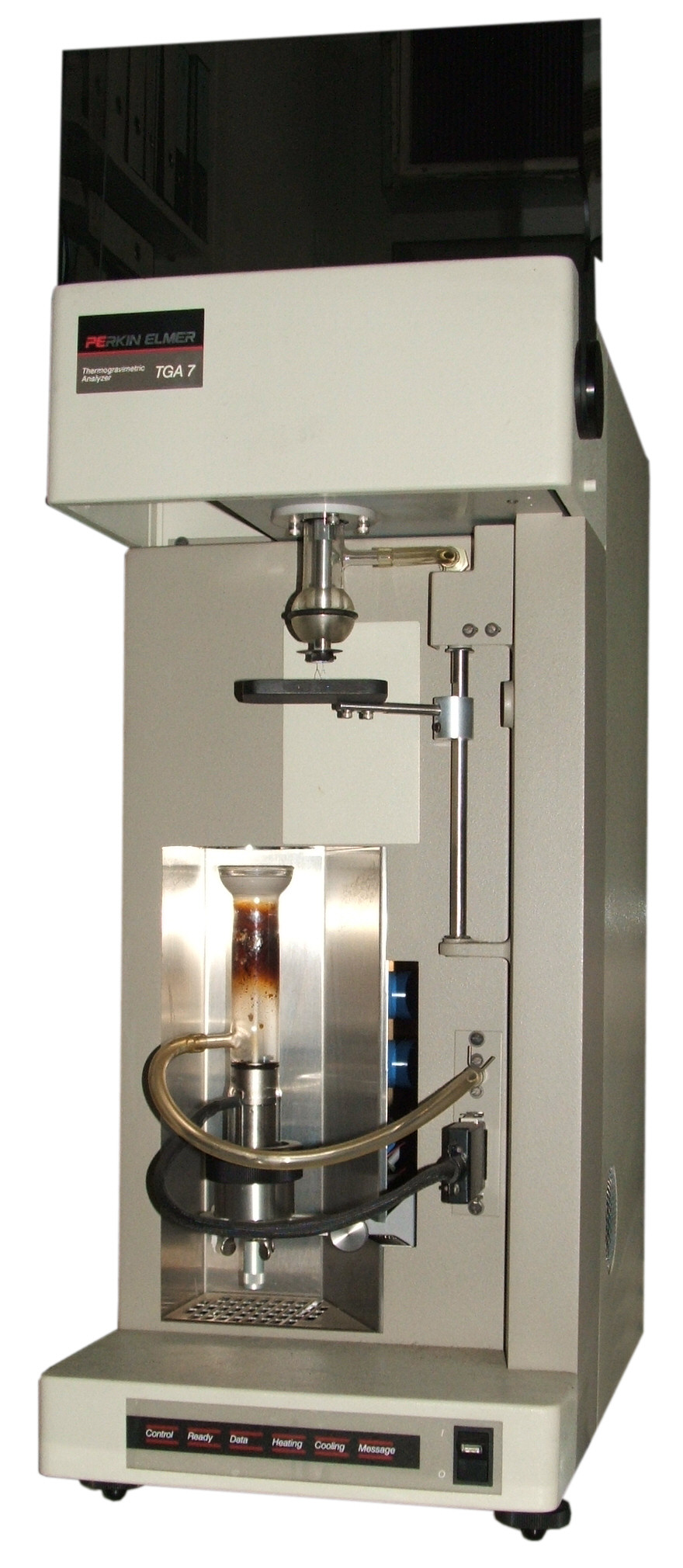
典型的なTGAシステム

熱重量分析  (ねつじゅうりょうぶんせき、英: Thermogravimetric analysisまたはthermal gravimetric analysis、略称: TGA）は、材料の物理的および化学的性質の変化を熱的に分析する方法である。その変化は、一定の加熱速度における温度の関数として、または、一定の温度と一定重量減少の両方またはいずれか一方における時間の関数として測定される。TGAにより、気化、昇華、吸着、脱着を含む二次相転移のような物理現象に関する情報を得ることができる。同様に、TGAにより、化学吸着、脱溶媒（特に脱水）、分解、固体 - 気体反応（例えば、酸化または還元）といった化学現象に関する情報も得ることができる。
TGAは、分解や酸化による重量減少または増加、あるいは揮発による重量減少（水分など）のいずれかを示す物質の特性を決定するために一般的に使用される。TGAの一般的な応用としては以下が挙げられる、（1）特徴的な分解パターンの分析による材料の特定、（2）分解機構および反応速度論の研究、（3）試料中の有機物の含有量の決定、（4）試料中の無機物（例えば灰分）の含有量の決定、 これらは予測した物質構造の裏付け、あるいは単に化学分析として使用される。 以上のTGAの応用は、熱可塑性樹脂、熱硬化性樹脂、エラストマー、複合材、プラスチックフィルム、繊維、コーティング材および塗料を含む高分子材料の研究に特に有用な技術である。 以下では、TGA装置、その方法、および測定曲線の分析について論じる。 また、熱安定性、酸化および燃焼（これらはすべて、TGAの分析チャートで解釈できる）についても述べる。

## 分析装置
熱重量分析（TGA）では、重量変化、温度、温度変化の3つの測定を、高精度に行う必要がある。 したがって、TGA機器の基本的要件は、測定試料を載せたサンプルパンとプログラム可能な炉との精密なバランスである。 炉は一定の加熱速度、または一定の重量減少速度とする加熱のいずれかをプログラムすることができるようになっている。
一定の加熱速度のプログラムがより一般的ではあるが、一定の重量減少速度のプログラムは特定の反応速度を分析したい場合に用いられる。 一例として、ポリビニルブチラールの炭化の速度定数は、0.2重量%/分の質量減少速度での条件で見出される 。炉がこのようにプログラミングされているにもかかわらず、温度を（さらに）正確な尺度で測定するために、測定試料は熱電対を備えた小型の電気加熱炉内に置かれ、その電圧をコンピュータのメモリに記憶された電圧温度対照表と比較している。参照となる試料を、別のチャンバ内の別の天秤に置くこともできる。 試料チャンバ内は、酸化または他の望ましくない反応を防ぐために、加熱開始前に不活性ガスを充填することで酸素のような反応性に富む気体を追い出しておくこともある。 水晶振動微量天秤法を用いた他の手法は、マイクログラムのオーダーでより少量の試料を測定するために考案された（汎用のTGAではミリグラムのオーダーである）。

## 測定方法とデータ
TGA装置は、サンプル重量を連続的に測定しながら、2000℃の温度まで加熱し、発生するガスを接続したFTIRや質量分析で解析することもなされる。温度が上昇するにつれて、試料のいろいろな成分が分解され、各質量変化の重量％が測定され得る。 その結果は、X軸に温度、Y軸に重量減少をプロットしたチャートで表される。 データはカーブスムージングしたあと、より詳細な解析のため、一次微分曲線をプロットし、その変曲点を決定することが多い。

## 熱重量曲線の分析
加熱後の生成物がすでに同定済みであれば、セラミック収率は灰分含有量の分析から求めることができる（以下の考察参照）。 その既知の生成物の重量を出発物質の初期量で割ることにより、すべての含有物の重量百分率を求めることができる。 出発物質の質量、および加熱により遊離する配位子、構造的欠陥、反応の副生成物のようなものを含めた総質量を知ることで、化学量論比がサンプル中の物質量％を計算するために使用される。熱重量分析の結果は、以下によって表される、（1）熱重量曲線と呼ばれる質量 対 温度（または時間）曲線、または（2）示差熱重量曲線と呼ばれる重量減少速度 対 温度曲線。単純な熱重量曲線には、これが全てというわけではないが、次の特徴がある：
- 水平部、または平坦域は試料の重量が一定であることを示す。
- 曲線部、曲線の勾配は重量減少を示す。
- {\displaystyle {\frac {dw}{dt}}}がゼロではない最小となるところが変曲点である。

一見して分からないTGA曲線の特徴は、その曲線に一次微分曲線をプロットすることで、より明確に識別しやすくなる。 例えば、重量減少速度の変化は、TGA曲線に一次微分曲線をプロットすると、すぐに明らかとなる、この変化は微分曲線のピークの谷、肩、テーリングとして現れ、これらは2つの連続した、または重複した反応を示している。 また、TGA微分曲線は、示差熱分析（DTA）曲線とかなりの類似性を示し、容易に比較できる。

## セラミック収率
TGAはセラミック複合材料の研究にも使用されている。セラミック収率は、最終生成物に残っている出発物質の質量の割合である。このことから、化学量論は試料中の物質量％を計算するために使用される。
金属アルミナ(MAl2O4)は、多くの用途がある重要な混合陽イオン型の酸化セラミックである 。金属アルミナ塩CaAl2O4 は、水中で硬化する材料としてセメント産業で利用される 。その前駆体は、CaAl2C18H37O9N3である 。CaAl2O4 の形成はTGAで観察できる。これを例に取ると、理論的なセラミック収率は以下のように算出される:
1. CaAl2O4 の分子量を計算: {\displaystyle 40.078+(2\times 26.982)+(4\times 15.999)=158.038~{\text{g/mol}}}
2. CaAl2C18H37O9N3 の分子量を計算: {\displaystyle 40.078+(2\times 26.982)+(18\times 12.011)+(37\times 1.008)+(9\times 15.999)+(3\times 14.007)=533.548~{\text{g/mol}}}
3. CaAl2C18H37O9N3 に対するCaAl2O4 の割合を計算する: {\displaystyle {\frac {{\text{molecular weight of CaAl}}_{2}{\text{O}}_{4}}{{\text{molecular weight of CaAl}}_{2}{\text{C}}_{18}H_{37}{\text{O}}_{9}{\text{N}}_{3}}}\times 100={\frac {158.038~{\text{g/mol}}}{533.548~{\text{g/mol}}}}\times 100=29.6\%}

以上から、熱重量分析におけるCaAl2C18H37O9N3 の理論的なセラミック収率は29.6%となる。この計算値は実験的に求められたセラミック収率の28.9%とよく合う。
理論的なセラミック収率を計算したもう1つの例として、TGAのシュウ酸カルシウム一水和物を挙げる。先と同様に、理論セラミック収率を計算すると、シュウ酸カルシウム一水和物は146g/mol、最終セラミックの CaO は 56g/molであり、収率は38.4%となる。TGAで実際に測定された収率は、39.75%であった。 理論と実測収率の差異は、炭化金属の形成でCO2 が取り込まれたことによる。
シュウ酸カルシウム一水和物のTGA測定において、最初の質量減少は水和水の損失に対応する。第2の重量減少は、脱水されたシュウ酸カルシウムの炭酸カルシウムおよび一酸化炭素および二酸化炭素への分解に対応する。最後の重量減少は、炭酸カルシウムの酸化カルシウムおよび二酸化炭素への分解によるものである。
次の4種のポリマーはTGA測定で異なった結果を示す、（a）ポリ塩化ビニル、（b）塩素化ポリ塩化ビニル、（c）塩素化ゴム、（d）ポリ塩化ビニリデン。これらの4種類のポリマーには2段階の分解がみられる。 第1段階は塩化水素の脱離であり、約250℃で完了する。この第1段階の反応は、より多くの塩素（塩素化ポリ塩化ビニル、塩素化ゴム、ポリ塩化ビニリデン）を含有するポリマーにおいて、より低い温度で起こり、これら3種のポリマーは、ポリ塩化ビニルよりも不安定であると考えられる。
第2段階は、ポリマーの炭化であり、250-500 ℃の間で起こる。これは、250 ℃と500 ℃の間の大きな重量減少に対応する。タールと水素やメタンなどの単純な気体が放出され、残りの炭素は500-900 ℃の間で重量はほとんど減少しない。この第2段階では、ポリマーの塩素含有量が高いほど、タールの収率は低い。これは塩素が、タールの形成に化合物に必要な水素を、除去するからである

## 熱安定性
TGAは材料の熱安定性評価に使用できる。所望する温度範囲で、もし熱的に安定であれば、重量変化は観測されない。TGAの測定チャートに勾配がほとんどないか、全く無い場合は、重量減少は無視できるとみなされる。 TGAにより材料の使用上限温度が示され、その温度を越えるとその材料は分解し始める。
TGAは、セラミックおよび熱的に安定なポリマーの分析を含む幅広い用途に適用できる。セラミックは通常、高い温度域まで熱的に安定であるため、分解する前に溶融する、このため、TGAは主にポリマーの熱安定性を調べるために使用される。ほとんどのポリマーは200 ℃より低い温度で溶融または分解する。しかし、構造変化または強度低下せず、空気中で少なくとも300 ℃、また不活性ガス中で500 ℃の温度に耐えられる熱安定性ポリマーがあり、これらはTGAで分析できる。例えば、ポリイミドのカプトンは、400 ℃の空気中で100時間保持したときの重量減少は、10%未満である。
TGAを使って、高性能繊維の熱安定性の評価をすることができる。TGA分析では、ポリベンゾオキサゾール（PBO）が、4種の繊維の中で（訳注：原文には2種の繊維しか示されていない）、500 ℃までの最も高い熱安定性を示す。超高分子量ポリエチレン（UHMW-PE）は熱安定性が最も低く、200 ℃で分解し始める。重量減少の開始点は、重量減少曲線に一次微分曲線をプロットするとよりはっきり見出される。防弾ベストで使用される高性能繊維は、弾丸からベスト着用者を保護するために機械的に充分に強くなければならない。繊維の熱的および光化学的劣化は、ベストの機械的特性を低下させ、防護機能を失わせる。従って、熱安定性はベストを設計する際の重要な特性である。
加熱による物質の重量減少には次のように3通りある、化学反応、吸着物質の放出、分解である。 これらの全ての現象は、その材料がもはや熱的に安定でないことを示している。 前の例で示した4種の繊維（訳注：原文には2種の繊維しか示されていない）のほかに、Terlonは吸着物質の減少のみを示すが、100 ℃を超えてから減少するので、その減少はほとんど水分とみられる。TGA分析は空気中で行われるので、酸素は有機繊維と反応し、最終的に完全に分解され、100%の重量減少を示す。TGA分析で使用される気体と試料の熱安定性は密接に関係している。 PBOは空気中で加熱すると完全に分解し、窒素中で加熱すると約60%の質量を保持する。このように、PBOは、窒素中では630 ℃まで熱的に安定であるのに対し、空気中ではほぼ完全に分解される。

## 酸化プロセス
酸化的な重量減少は、TGAにおいて最も一般的に観測できる減少パターンである。
銅合金の酸化に対する耐性を検討することは非常に重要である。例えば、NASAは、燃焼エンジンに使用可能な銅合金の研究を行っている。しかしながら、酸素が豊富な雰囲気中では酸化銅が形成されるので、これらの合金においては酸化分解が起こり得る。NASAはスペースシャトル材料を再利用できるようにしたいので、酸化に対する抵抗は非常に重要である。TGAは、このような実用のため、材料の静的酸化の研究に使用できる。
ある研究者らは、酸化プロセスから特定のオリゴマーやポリマーを保護する方法を研究してきた。一例は、オリゴマーをマルチブロックコポリマーに挿入することである。窒素および空気中のオリゴマーおよびオリゴマー/マルチブロックコポリマーの両方のTGA曲線がその例である。窒素雰囲気下でTGA分析すると、オリゴマーの酸化は起こらない。空気中でオリゴマーをTGA分析すると200-350 ℃の間で酸化プロセスが見られる。このプロセスは、オリゴマー/マルチブロックコポリマーについては見られない。この論文の著者らは、酸化プロセスにはオリゴマーのヒドロキシル末端基が関与するとして、この酸化プロセスの消失現象を説明した。マルチブロックコポリマーによるオリゴマーの包み込みが、酸化プロセスを妨げたと考えられる。

## 燃焼
TGA分析中に測定試料が燃焼したかどうかは、TGA曲線に記録された明瞭な形跡により識別できる。興味深い例のひとつが、大量の金属触媒を含む未精製のカーボンナノチューブ試料のTGA分析でみられる。燃焼のために、TGA曲線が典型的な形状から外れることがある。この現象は、急激な温度変化によって引き起こされる。重量と温度を時間に対してプロットすると、その一次微分曲線の急激な傾きの変化は、試料の重量減少および熱電対で観測される急激な温度上昇、と同時に起こっている。その重量減少は、燃焼によりスス粒子が発生した結果であり、燃焼は材料自体のムラによって引き起こされる、すなわち、重量減少が制御不充分なため、炭素の酸化が追いつかない状態と言える。